# 脚本家
脚本家（きゃくほんか）は、主に映画・テレビドラマ・アニメ・漫画・ゲーム・舞台・ラジオドラマなどの脚本を書く人のことを指す。シナリオライターとも言う。

## 概要
テレビ番組やラジオ番組の進行台本を書く放送作家のことも脚本家と呼ぶ場合もある。ただし、職業上の自称や業界内部としては、これらは放送作家とする場合がほとんどであるため、一般に脚本家と言えば、狭義に「映画、テレビドラマ、アニメーション、漫画の脚本を書く人」を意味している場合が多い。日本映画においては、伝統的に映画監督が脚本を執筆する場合が少なくない。テレビドラマにおいては映画同様に監督が兼任することもあるが脚本家は独立した職能として扱われる場合が多い。テレビアニメーション、漫画、特撮においては基本的にテレビドラマと同じであるが長期シリーズになることが多いためシリーズ構成というポジションが作られている。
漫画においては、ライトノベルなどの原作がある場合は、原作を脚色しながら仕上げるためネーム原稿担当者を脚本家と呼ぶ。この場合、漫画家、脚本家、小説家の3名が携わり、編集者が最終的に編集業務の調整・統括を担当する。原作がない場合は、ネーム原稿担当者が原作者兼任の脚本家となる。いずれにしろ長期シリーズには、読者に飽きられないためにも脚本家の存在は必要不可欠となる。
テレビドラマにおいては、担当する脚本家は通常は1名のみである。これは、複数の目を通して書き直している時間的余裕がないことのほかに、脚本家が書き上げた脚本がそのまま現場に持ち込まれることは少なく、通常はプロデューサーやディレクター、広告代理店の担当者等の目を通すことで、事実上の共同執筆状態になっているためでもあるといわれる。
これに対し、映画においては複数の脚本家による共同執筆の形が取られることも多い。が、その分担方法は映画によって異なり、おおむね次のような形に分類できる。ただし、それぞれの分類に冠した語は、ここでの説明の便のために付けたものであって、一般的用語ではない。
共同執筆（狭義）黒澤明が好んで採用した方式であり、複数の脚本家が合宿体制を取り、議論しながら脚本を練り上げていく形である。
垂直分担方式最初に1名で脚本を書き上げ（初稿）、それを元にして次の者が仕上げていく形（さらに三段重ねや四段重ねになる場合もある）である。多くは「師匠と弟子」の関係にある脚本家同士を組み合わせて行われるが、仕上げに回る方が師匠でその弟子が初稿を担当する場合と、師匠が全体を書き上げた後に弟子が現場との打ち合わせを受けて微調整していく場合とがある。
水平分担方式あらかじめ決定されているプロットやハコ書きを元に、部分ごとに執筆者を分ける方法である。同時進行が可能な分だけ執筆時間を短縮出来るが、分担決定時の打ち合わせが不十分だったり、最終段階での全体でのすり合わせに失敗すると、映画の前半と後半とで登場人物の性格が（物語上の必然性がないまま）変わっているなどの弊害も発生する。
未完成方式これは、最初から意図して行われる方式ではないが、何らかの事情で脚本家が降板を申し出たため、未完成の脚本を他の脚本家が引き継いで完成させるという形が取られる場合がある。
色づけ方式以上の形と並行してほぼ完成した脚本に対し、いわゆる「決めセリフ」や「笑いを取るセリフ」等を付け加えるだけのために、別の脚本家に依頼するという例である。

## 顔出し
これは、演技やバラエティなどの面で視聴者にアピールする仕事ではなく、執筆した作品を通して視聴者と接触することによるからで、脚本家においては執筆した作品が視聴者に披露する題材となる。よって、顔を知れ渡らせる必要はなく、作品を知れ渡らせることに意義が置かれる。